# Haplodrassus nabozhenkoi
Espèce
Haplodrassus nabozhenkoi est une espèce d'araignées aranéomorphes de la famille des Gnaphosidae.

## Distribution
Cette espèce est endémique du Daghestan en Russie,. Elle se rencontre vers Untsukul.

## Description
Le mâle holotype mesure 7 mm et les femelles de 7 à 11 mm.

## Systématique et taxinomie
Cette espèce a été décrite par Ponomarev en 2023.

## Étymologie
Cette espèce est nommée en l'honneur de Maxim Vitalevich Nabozhenko. 

## Publication originale
- Ponomarev & Shmatko, 2023 : « Two new species and new records of spiders (Aranei) in Dagestan (Russia). » Caucasian Entomological Bulletin, vol. 19, no 2, p. 213-219.